# 宋興祖 (明朝)
宋興祖（1554年—？年），字汝傑，號方麓，四川成都府漢州籍潼川州中江縣人，明朝政治人物。

## 生平
萬曆七年（1579年）己卯科四川鄉試第二十三名舉人，萬曆十一年（1583年）癸未科三甲一百六十五名進士。兵部觀政，本年授湖廣崇阳知县，不久丁憂去。十五年起官浙江德清知县。萬曆二十年（1592年），行取陕西道御史，二十一年巡视皇城四门。萬曆二十二年（1594年）巡按辽东，二十三年养病。萬曆二十六年（1595年）補福建道监察御史，本年巡按贵州，萬曆二十九年（1601年）巡按云南，三十三年巡视皇城，本年官至大理寺右少卿。四十七年復除原职，天啓三年加正卿。捐资新建观音殿。

## 家族
曾祖宋玉；祖宋海，壽官；父宋廷珪，封知縣；前母吳氏；母張氏。慈侍下，妻王氏，兄繼祖（運同進階大中大夫）；顯祖；光祖；述祖（貢士），弟揚祖；蔭祖；繩祖。